# نبرد داکار
نبرد داکار تلاشی ناموفق بود در سپتامبر ۱۹۴۰ توسط متفقین برای تصرف بندر استراتژیک داکار در آفریقای غربی فرانسه (سنگال امروز). متفقین امیدوار بودند با موفقیت در این عملیات، دولت ویشی فرانسه که طرفدار آلمانی‌ها بود را در شمال آفریقا تضعیف کنند و دولت فرانسهٔ آزاد به رهبری ژنرال شارل دوگل را در مستعمرات فرانسه تشکیل دهند.
این عملیات در مستعمره وسیعی به نام آفریقای غربی فرانسه انجام شد و اگر متفقین پیروز میشدند دوام حیات رژیم ویشی بسیار کوتاه تر میشد.